# Bjarnarey
Bjarnarey ist eine Insel südlich von Island. Mit 0,32 km² ist sie die viertgrößte der Westmänner-Inseln. Der höchste Punkt der Insel ragt 161 m über den Meeresspiegel. Bjarnarey ist unbewohnt und gleicht der Insel Elliðaey, die nördlich von ihr liegt.
Eine weitere Insel Bjarnarey liegt im Héraðsflói vor dem Nordosten Islands.

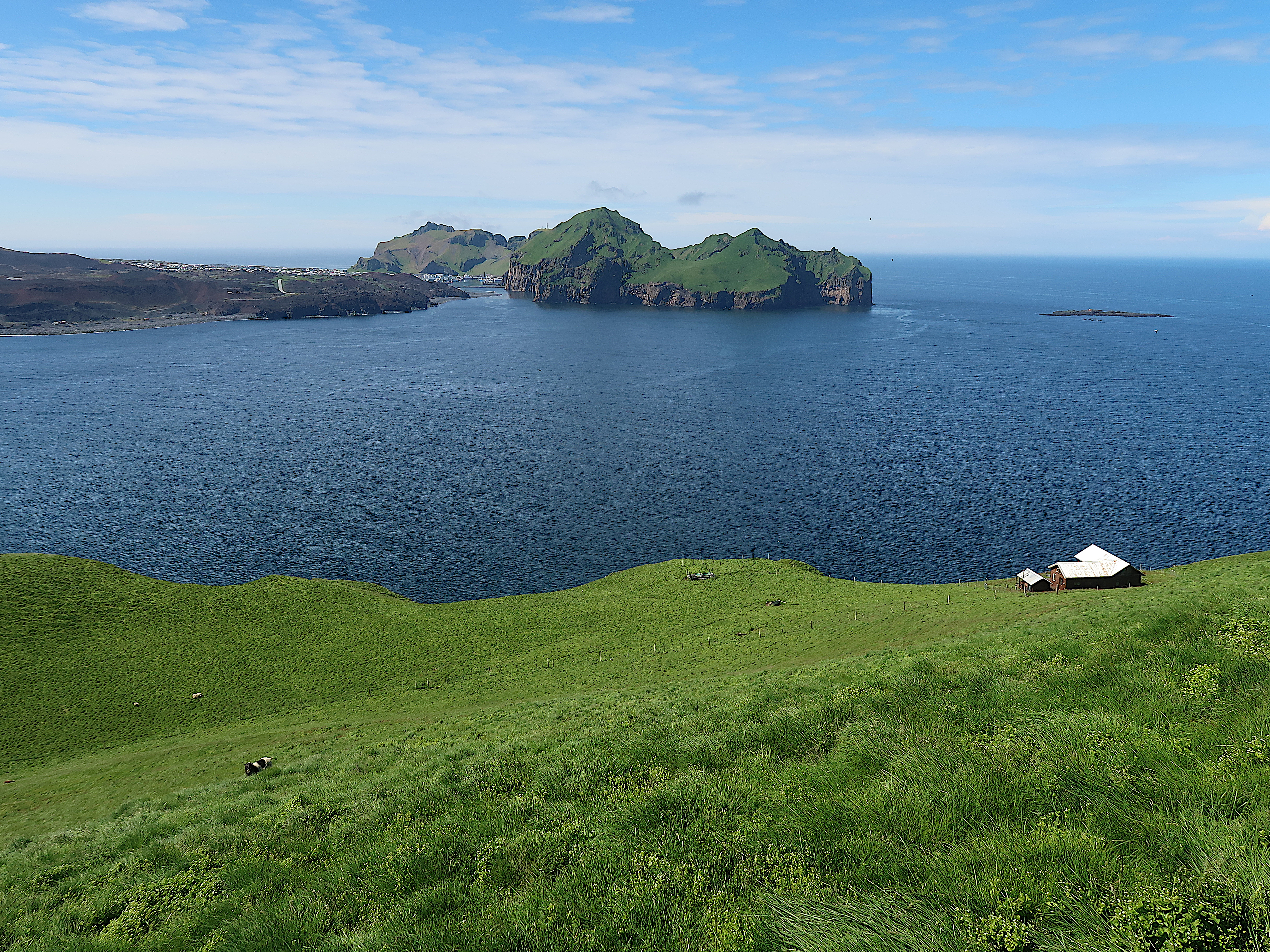
Die Sicht von der Insel Bjarnarey Richtung Heimaey